# رنح نخاعي مخيخي من النوع الأول
الرنح النخاعي المخيخي من النوع الأول هو إحدى الاضطرابات النادرة المنتقلة على صبغي جسدي سائد وراثيًا، التي تتميز بأعراض عصبية مشابهة للأشكال الأخرى من الرنح النخاعي المخيخي بما في ذلك الرتة، والفرط المتري لحركة العين الرمشية ورنح المشية والوضعية. يحدث هذا الخلل المخيخي بشكل متصاعد وثابت. يحدث بدء الأعراض لأول مرة في العادة خلال المرحلة الممتدة بين 30 و40 عام من العمر، لكن يمكن حدوث الاضطراب بشكله الشبابي في وقت مبكر. يؤدي الاضطراب إلى الموت عادة خلال 10 إلى 30 سنة من بدء ظهور الأعراض.
يحدث الرنح النخاعي المخيخي من النوع 1 نموذجيًا نتيجة وراثته من الأبوين على صبغي جسدي سائد؛ يبلغ احتمال انتقال الاضطراب وراثيًا من شخص مصاب إلى أطفاله 50%، وقد تترافق بعض هذه الحالات بتطور طفرات جديدة. ينجم الاضطراب عن الأعداد الزائدة من تكرار ثلاثي النكليوتيد في السبيل متعدد الغلوتامين للجين «إيه تي إكس إن 1»، الذي يشفر بروتين الأتاكسين 1. يؤدي هذا التوسع إلى عدد زائد بشكل غير طبيعي من تكرارات النكليوتيدات السيتوسين، والأدنين والغوانين، أو «سي إيه جي»، في الجين ما يسبب بدوره زيادة غير طبيعية في عدد رواسب الحمض الأميني الغلوتامين المتتالية في البروتين. يؤدي هذا البروتين الطافر إلى تدهور بعض أنواع العصبونات، مثل خلايا بركنجي، التي توجد بشكل شائع في المخيخ، والنخاع الشوكي وغيرها من مناطق الدماغ ذات الصلة. على الرغم من عدم وجود فهم كامل لآلية هذا الاضطراب، من المحتمل أن التغيرات في التفاعلات بين الأتاكسين 1 والبروتينات الأخرى مسؤولة عن الاكتساب الوظيفي غير الطبيعي.
يمكن كشف الطفرة قبل بدء الأعراض أو بعدها من خلال الفحص الجيني. لا يتوفر في الوقت الحالي علاج معروف للرنح النخاعي المخيخي من النوع 1، إذ يتمحور علاج المرض بشكل رئيسي حول تدبير الأعراض والحفاظ على جودة الحياة، مع التركيز على العلاج الطبيعي الهادف لاستعادة الوظائف المفقودة واستبدالها. ما يزال البحث مستمرًا بهدف تطوير العلاج الفعال للرنح النخاعي المخيخي من النوع 1، إذ خذع الاضطراب، بالإضافة إلى أبحاث العلاج الدوائي التقليدي، للعديد من الأبحاث التي تطرقت إلى خيارات علاجية أكثر تطورًا مثل العلاج الجيني والعلاج بالخلايا الجذعية. يحدث الاضطراب على المستوى العالمي لدى 1 إلى 2 من بين 100,000 شخص، مع ذلك، يختلف معدل الانتشار باختلاف المجموعات السكانية وغالبًا ما يرتبط مع تأثير المؤسس.
وُصف الرنح باعتباره أحد الأعراض منذ منتصف القرن التاسع عشر، وخضعت مجموعة الأمراض غير المتجانسة التي تُعرف اليوم باسم الرنح النخاعي المخيخي للعديد من الأبحاث الموسعة في النصف الثاني من القرن نفسه. سمح التقدم الذي شهده علم الوراثة الجزيئي في القرن العشرين بتحديد الأسباب الكامنة خلف هذه الأمراض. في أوائل تسعينيات القرن العشرين، أمكن تحديد موضع الجين المسبب للرنح النخاعي المخيخي من النوع 1 في معقد مستضد الكريات البيضاء البشرية على الكروموسوم 6، وبحلول عام 1993، أمكن تحديد الأتاكسين 1 بوصفه الجين المسبب. سمح هذا بتحديد أول جين مسبب للرنح النخاعي المخيخي من النوع 1 وكشف موقعه.

## العلامات والأعراض
يشير الرنح إلى نقص الحركات العضلية المتناسقة بما في ذلك تشوه المشية، ويمثل علامة مخيخية مميزة لجميع أنواع الرنح النخاعي المخيخي (إس سي إيه)، لكن يطور الأفراد المصابون باضطراب الرنح النخاعي المخيخي من النوع 1 أيضًا العديد من العلامات الهرمية والبصلية مع ترقي المرض. يبلغ متوسط عمر بدء الأعراض 30-40 عام، لكن توجد استثناءات عديدة. تتراوح مدة المرض بين عقد وثلاثة عقود بعد بدء الأعراض، ويرتبط البدء المبكر للأعراض مع ترقي المرض بشكل أسرع.
غالبًا ما يسبب الرنح النخاعي المخيخي من النوع 1، مثل غيره من أنواع «إس سي إيه»، كلًا من الرتة، التي تمثل اضطرابًا حركيًا مؤثرًا على الكلام وتتظاهر غالبًا بإدغام الكلمات؛ والرأرأة المرضية، التي تشمل انحراف العينين بشكل غير إرادي ما يؤثر سلبًا على الرؤية؛ إلى جانب مشاكل المشية والتوازن. يتظاهر الاضطراب أيضًا بشكل شائع مع عسر البلع، الذي يمثل اضطرابًا في البلع وقد يسبب الاختناق أثناء تناول الطعام والشراب؛ بالإضافة إلى الفرط المتري لحركة العين الرمشية، الذي يشمل حركة العين بشكل أسرع وأبعد من المقصود عند محاولة تتبع شيء ما أو نقل التركيز من شيء إلى آخر. مع ترقي المرض، تبدأ درجة أشد من الأعراض العصبية في الظهور مثل خلل القياس، الذي يتميز بتجاوز حركات الأطراف باستمرار الموقع المقصود؛ أو خلل تناوبية الحركات، الذي يتميز بعدم تناسق حركات الجسم التكرارية؛ أو نقص التوتر، الذي يتميز بالضمور العضلي. مع ظهور أعراض جديدة بالترافق مع الترقي المستمر للمرض، قد تتراجع الرأرأة لتختفي نتيجة تباطؤ حركات العين وحركة العين الرمشية. قد يؤدي المرض في النهاية إلى الموت نتيجة فقدان الوظائف البصلية، لكن قد تكون اختلاطات بعض الأعراض، مثل ذات الرئة الناجمة عن مشاكل البلع، أو الإصابة الرضية الناجمة عن السقوط، قاتلة بدورها. تختلف شدة هذه الأعراض ونمطها الظاهري المحدد باختلاف نوع الرنح النخاعي المخيخي. تختلف شدة الرتة المميزة للرنح النخاعي المخيخي من النوع 1 بالاعتماد على المهمة وغالبًا ما تترافق مع نطق صوتي متوتر، ومخنوق وأجش مقارنة بالاضطرابات الأخرى.
نظرًا إلى الاختلافات المتنوعة بين حالات الرنح النخاعي المخيخي من النوع 1، تحدث العلامات والأعراض النموذجية بالترافق مع أعراض نادرة أو أقل حدوثًا. وردت الإصابة بتنكس الحفيرة في بعض الحالات النادرة، ومن الممكن ارتباط ذلك بالتأثيرات التي تحدثها الطفرة على الموقع «إيه تي إكس إن 1» من الجين في المواقع المجاورة. وردت الإصابة بخلل التوتر المتخصص بالمهام في بعض الحالات الفردية، إذ اتخذ في غالبية الحالات شكل تشنجات الكاتب أو خلل التوتر العنقي.
أمكن كشف وجود الرنح النخاعي المخيخي أيضًا قبل تطور حالات الضمور الشديد من خلال تقنيات الفيزيولوجيا الكهربائية، باستخدام الأقطاب الكهربائية على فروة الرأس من أجل كشف التغيرات في الجهد الكهربي داخل الدماغ عند الاستجابة للأحاسيس أو الحركات. غالبًا ما يظهر الأفراد المصابون بالرنح النخاعي المخيخي من النوع 1 شذوذًا في الجهد السمعي المحرض لجذع الدماغ، بما في ذلك فترة كمون مطولة وتشكيلات موجية غائبة أو ضعيفة، إذ أظهرت إحدى الدراسات حدوث هذه الشذوذات لدى 73.3% من الأفراد المشاركين بالتجربة. أشارت الدراسة نفسها أيضًا إلى حدوث شذوذات في الجهد البصري المحرض والجهد الحسي الجسدي المحرض لدى بعض الأفراد المصابين بالرنح النخاعي المخيخي من النوع 1. تتشابه هذه النتائج بين أولئك المصابين بأنواع «إس سي إيه إس» الأخرى، إذ لم تكن الاختلافات بين هذه الأنواع ذات دلالة هامة إحصائيًا، ما يستبعد إمكانية استبدال تقنيات الفيزيولوجيا الكهربائية بالفحص الجيني من أجل إيجاد تشخيص دقيق لاضطرابات «إس سي إيه إس».
تسبب جميع أنواع الرنح النخاعي المخيخي ضمور العديد من النسج العصبية، ويمكن كشفها باستخدام التصوير بالرنين المغناطيسي، أو التصوير المقطعي المحوسب أو غيرها من تقنيات التصوير. بالنسبة للرنح النخاعي المخيخي من النوع الأول، يمكن كشف درجة من التراجع في المادة الرمادية للمخيخ وجذع الدماغ لدى الأفراد المصابين بتوسع في «إيه تي إكس إن 1» قبل ظهور الأعراض. بشكل نموذجي، يمكن ملاحظة الخسارة في المادة الرمادية من دودة المخيخ في جميع فصيصات المخيخ وفي الأجزاء المجاورة للناصف من نصفي الكرة المخية. يمكن أيضًا ملاحظة خسارة في المادة البيضاء في السويقة المخيخية المتوسطة. يرتبط فقدان الحجم بشدة المرض ومدته.
تشير التقديرات إلى إصابة 77% من حالات أمراض المخيخ المترقية بواحد أو أكثر من اضطرابات الصحة النفسية، بينما يظهر 19% منها درجة من الاضطرابات المعرفية. تُعتبر هذه التقديرات أعلى باستمرار من الجزء المصاب باضطرابات الصحة النفسية بين عموم السكان، لكنها تستمر في اتباع عدد من الأنماط العامة الأخرى، مثل الارتباطات بين تواتر حالات الاكتئاب والجنس أو العمر. من غير الواضح ما إذا كان الاكتئاب مرتبطًا بشكل سببي مع التراجع المخيخي؛ تتوافق بيانات إحدى التقارير مع حدوث الاكتئاب بشكل رئيسي كاستجابة على الإعاقة، وليس كأحد أعراضها، بينما تشير تقارير أخرى إلى إمكانية امتلاك الاكتئاب صلة سببية؛ يختلف معدل انتشار الاكتئاب باختلاف نوع الرنح النخاعي المخيخي ولا يتعلق بمعدل ترقي الإعاقة.